# Inter Miami CF
Club Internacional de Fútbol Miami, znany w języku angielskim jako Inter Miami CF lub po prostu Inter Miami – amerykański profesjonalny klub piłkarski z siedzibą w obszarze metropolitalnym Miami. Drużyna rozpoczęła grę w Major League Soccer (MLS) w sezonie 2020 na Inter Miami CF Stadium, miejscu dawnego Lockhart Stadium.

## Historia
W listopadzie 2012 roku komisarz MLS Don Garber potwierdził ponowne zainteresowanie ligi umieszczeniem zespołu w Miami, po tym, jak Miami Fusion upadło po sezonie 2001, a oferta ekspansji prowadzona przez boliwijskiego przedsiębiorcę telekomunikacyjnego z Miami, Marcelo Claure i FC Barcelona nie powiodła się w 2009 roku.
David Beckham otrzymał opcję zakupu zespołu za 25 milionów dolarów, kiedy dołączył do ligi w 2007 roku i zakończył karierę w kwietniu 2013; liga przeprowadziła wstępne rozmowy z doradcami Beckhama na temat kilku celów ekspansji, w tym Miami. W tym samym roku inni inwestorzy, w tym włoski finansista Alessandro Butini i właściciel Miami Dolphins, Stephen M. Ross, również wyrazili zainteresowanie posiadaniem franczyzy w Miami.
W swoim przemówieniu w State of the League z grudnia 2013 roku Garber zidentyfikował Beckhama i Simona Fullerów jako potencjalnych właścicieli w Miami. Później tego samego miesiąca, 17 grudnia, komisarze hrabstwa Miami-Dade jednogłośnie głosowali za zezwoleniem burmistrzowi Carlosowi A. Giménezowi na negocjacje z grupą kierowaną przez Beckhama o nowym stadionie w centrum Miami.
Liga ogłosiła, że Beckham skorzystał ze swojej opcji 5 lutego 2014 r., a Miami Beckham United, grupa inwestycyjna kierowana przez Beckham, Fuller i Claure, będzie właścicielem franczyzy w Miami, zakładając, że można uzgodnić finansowanie stadionu. W prezentacjach dla urzędników i potencjalnych inwestorów grupa właścicielska używała „Miami Vice” i „Miami Current” jako tytułów roboczych dla klubu. Po tym, jak początkowe propozycje stadionów upadły, komisarz Garber powtórzył w sierpniu 2014 r., że budowa nie zostanie zatwierdzona, dopóki nie zostanie zabezpieczony plan stadionu w centrum miasta. Beckham wykupił Fullera w maju 2019 roku.
29 stycznia 2018 roku grupa Miami Beckham United otrzymała dwudziestą piątą franczyzę MLS i miała wystartować w sezonie 2020. Ogłoszenie stanowiło część większego rozszerzenia MLS, które zwiększyłoby liczbę zespołów do 26 do 2020 roku, a później do 30. Od czasu pierwotnego ogłoszenia przez Beckhama zamiaru umieszczenia drużyny w Miami w 2014 roku, Orlando City SC, New York City FC, Atlanta United FC, Minnesota United FC, Los Angeles FC i FC Cincinnati zaczęły grać w MLS. Paul McDonough został zatrudniony jako dyrektor sportowy od 4 sierpnia 2018 r.
Właścicielem zespołu jest teraz firma Miami Freedom Park LLC. Niektóre grafiki używane przez grupę przywołały Freedom Tower, symbol miasta.
Club Internacional de Fútbol Miami, lub w skrócie Inter Miami CF, zostało ogłoszone jako nazwa klubu 5 września 2018 roku. W kwietniu 2019 roku włoski klub Inter Mediolan zgłosił prawa do znaku towarowego przedrostkiem „Inter”.
30 grudnia 2019 roku były zawodnik reprezentacji Urugwaju i C.F. Monterrey Diego Alonso został ogłoszony pierwszym trenerem klubu.
Pierwszy mecz MLS Inter Miami rozegrał 1 marca 2020 roku, przegrywając 1:0 na wyjeździe z Los Angeles FC. Rodolfo Pizarro strzelił pierwszego gola w historii Interu Miami w następnym meczu 7 marca, przegranym 1:2 z D.C. United. Pierwszy mecz u siebie miał się odbyć 14 marca 2020 roku przeciwko Los Angeles Galaxy, byłemu klubowi Beckhama. Mecz został przełożony, z powodu pandemii COVID-19 w Stanach Zjednoczonych.
7 czerwca 2023 klub ogłosił pozyskanie Lionela Messiego, który odrzucił propozycje gry dla Al-Hilal oraz FC Barcelony. 15 czerwca ogłoszono, że Messi podpisze dwuipółletni kontrakt. 24 czerwca do klubu przeniósł się Sergio Busquets. 28 czerwca trenerem klubu został Gerardo Martino. 21 lipca do klubu dołączył Jordi Alba. 20 sierpnia Inter Miami pokonał zespół Nashville w finale Leagues Cup w serii rzutów karnych 10:9 po remisie 1:1 i tym samym zdobył swoje pierwsze trofeum w historii.

## Obecny skład
Stan na 27 kwietnia 2024
| Nr | Poz. | Piłkarz                                   |
| -- | ---- | ----------------------------------------- |
| 1  | BR   | Drake Callender                           |
| 5  | PO   | Sergio Busquets                           |
| 6  | OB   | Tomás Avilés                              |
| 7  | PO   | Matías Rojas                              |
| 8  | NA   | Leonardo Campana                          |
| 9  | NA   | Luis Suárez                               |
| 10 | NA   | Lionel Messi (kapitan)                    |
| 11 | PO   | Facundo Farías                            |
| 13 | BR   | CJ dos Santos                             |
| 15 | OB   | Ryan Sailor                               |
| 16 | PO   | Robert Taylor                             |
| 17 | OB   | Ian Fray                                  |
| 18 | OB   | Jordi Alba                                |
| 19 | NA   | Robbie Robinson                           |
| 20 | PO   | Diego Gómez                               |
| 21 | OB   | Nicolás Freire (wypożyczony z Pumas UNAM) |
| 24 | OB   | Julian Gressel                            |

| Nr | Poz. | Piłkarz                                          |
| -- | ---- | ------------------------------------------------ |
| 26 | OB   | Tyler Hall                                       |
| 27 | OB   | Serhij Krywcow                                   |
| 30 | PO   | Benjamin Cremaschi                               |
| 32 | OB   | Noah Allen                                       |
| 33 | OB   | Franco Negri                                     |
| 35 | NA   | Felipe Valencia                                  |
| 41 | PO   | David Ruíz                                       |
| 42 | PO   | Yannick Bright                                   |
| 43 | PO   | Lawson Sunderland                                |
| 49 | NA   | Shanyder Borgelin                                |
| 55 | PO   | Federico Redondo                                 |
| 57 | OB   | Marcelo Weigandt (wypożyczony z CA Boca Juniors) |
| 62 | OB   | Israel Boatwright                                |
| 73 | NA   | Leo Afonso                                       |
| 81 | PO   | Santiago Morales                                 |
| 99 | BR   | Cole Jensen                                      |

### Wypożyczeni
| Nr | Poz. | Piłkarz                                            |
| -- | ---- | -------------------------------------------------- |
| 25 | NA   | Emerson Rodríguez (wypożyczony do Millonarios FC)  |
| 28 | PO   | Edison Azcona (wypożyczony do Las Vegas Lights FC) |